# 桑原武夫学芸賞
桑原武夫学芸賞（くわばらたけおがくげいしょう）は、桑原武夫（仏文学者）を記念した潮出版社主催の学術賞である。対象は人文科学の優秀な書籍である。1998年に創設された。受賞作は毎年5月に発表され、授賞式は7月に京都ホテルオークラで行われた。賞金は100万円。略称は「桑原武夫賞」、「桑原賞」。2012年、15回をもって終了した。

## 選考委員
- 梅原猛[1]（第1回から第15回。哲学者）
- 河合隼雄[1]（第1回から第9回。心理学者）
- 杉本秀太郎[1]（第11回から第15回。仏文学者）
- 多田道太郎[1]（第1回から第8回。仏文学者）
- 鶴見俊輔[1]（第1回から第15回。哲学者）
- 山田慶児[1]（第10回から第15回。科学史家）

## 受賞者
肩書きは当時。
| 回 | 年   | 受賞者                                     | 受賞作                                            | 出版社                   | 備考        |
| -- | ---- | ------------------------------------------ | ------------------------------------------------- | ------------------------ | ----------- |
| 01 | 1998 | 長田弘（詩人）                             | 記憶のつくり方                                    | 晶文社                   |             |
| 02 | 1999 | 村上春樹（小説家、米文学翻訳家）           | 約束された場所で―underground 2                    | 文藝春秋                 | [ 注釈 1 ]  |
| 03 | 2000 | 鷲田清一（哲学者。大阪大学文学部）         | 「聴く」ことの力 臨床哲学試論                     | TBSブリタニカ            | [ 注釈 2 ]  |
| 04 | 2001 | 小沢信男（小説家）                         | 裸の大将一代記 山下清の見た夢                     | 筑摩書房                 | [ 注釈 3 ]  |
| 05 | 2002 | 池内紀（独文学者、随想家）                 | ゲーテさんこんばんは                              | 集英社                   | [ 注釈 4 ]  |
| 06 | 2003 | 川本三郎（批評家）                         | 林芙美子の昭和                                    | 新書館                   | [ 注釈 5 ]  |
| 07 | 2004 | 加藤典洋（文芸批評家。明治学院大学）       | テクストから遠く離れて                            | 講談社                   | [ 注釈 6 ]  |
| 07 | 2004 | 加藤典洋（文芸批評家。明治学院大学）       | 小説の未来                                        | 朝日新聞社               | [ 注釈 7 ]  |
| 08 | 2005 | 池澤夏樹（小説家、詩人）                   | パレオマニア 大英博物館からの13の旅               | 集英社インターナショナル | [ 注釈 8 ]  |
| 08 | 2005 | 猪木武徳（経済学者。日本文化研究センター） | 文芸にあらわれた日本の近代 社会科学と文学のあいだ | 有斐閣                   | [ 注釈 9 ]  |
| 09 | 2006 | 中沢新一（思想家。多摩美術大学）           | アースダイバー                                    | 講談社                   | [ 注釈 10 ] |
| 10 | 2007 | 井波律子（中国文学。日本文化研究センター） | トリックスターの群像 中国古典小説の世界           | 筑摩書房                 |             |
| 11 | 2008 | 四方田犬彦（比較文化研究。明治学院大学）   | 日本のマラーノ文学                                | 人文書院                 | [ 注釈 11 ] |
| 11 | 2008 | 四方田犬彦（比較文化研究。明治学院大学）   | 翻訳と雑神                                        | 0同上                    |             |
| 12 | 2009 | 茂木健一郎（脳科学者）                     | 今、ここからすべての場所へ                        | 筑摩書房                 |             |
| 12 | 2009 | 平林敏彦（詩人）                           | 戦中戦後 詩的時代の証言1935–1995                  | 思潮社                   | [ 注釈 12 ] |
| 13 | 2010 | 坪内稔典（俳人。佛教大学）                 | モーロク俳句ますます盛ん 俳句百年の遊び           | 岩波書店                 |             |
| 14 | 2011 | 後藤正治（ノンフィクション作家）           | 清冽 詩人茨木のり子の肖像                         | 中央公論新社             | [ 注釈 13 ] |
| 15 | 2012 | 西尾成子（科学史家。日本大学）             | 科学ジャーナリズムの先駆者 評伝石原純             | 岩波書店                 | [ 注釈 14 ] |